# ائوستورخیو سانچس
ائوستورخیو سانچس (اسپانیایی: Eustorgio Sánchez‎؛ زادهٔ ۲۳ ژانویهٔ ۱۹۵۹) بازیکن فوتبال اهل ونزوئلا بود.